# Триміпрамін
Триміпрамін (англ. Trimipramine, лат. Trimipraminum), який продається під торговою маркою «Сурмонтіл» — трициклічний антидепресант, який використовується для лікування депресії. Він також використовувався при лікуванні безсоння, тривожних розладів та психозів через його седативну, анксіолітичну та слабку антипсихотичну дію відповідно. Препарат описується як атиповий або представник другого покоління трициклічних антидепресантів, оскільки, на відміну від інших препаратів цієї групи, він, імовірно, є досить слабким інгібітором зворотного захоплення моноамінів. Однак, як і інші трициклічні антидепресанти, триміпрамін має антигістамінну, антисеротонінергічну, антиадренергічну, антидофамінергічну та антихолінергічну дію.

## Медичне застосування
Основним застосуванням триміпраміну в медицині є лікування великого депресивного розладу, особливо там, де є корисним виражений седативний ефект препарату. Препарат також є ефективним анксіолітиком, і може використовуватися для лікування тривожності. Окрім депресії та тривоги, триміпрамін ефективний у лікуванні безсоння та, на відміну від більшості інших снодійних, не змінює нормальну архітектуру сну. Зокрема, триміпрамін не пригнічує фазу швидкого сну, і за словами пацієнтів, під час лікування препаратом сни стають яскравішими.
Триміпрамін також має деякі слабку антипсихотичну дію з профілем активності, описаним як подібний до клозапіну, і може бути корисним для лікування психотичних симптомів, таких як маячна депресія, шизоафективний розлад або шизофренія.
Основний систематичний огляд і мережевий мета-аналіз препаратів для лікування безсоння, опублікований у 2022 році, показали, що триміпрамін мав розмір ефекту порівняно з плацебо для лікування безсоння через 4 тижні 0,55 (довірчий інтервал 95 % від –0,11 до 1,21). Достовірність доказів була оцінена як дуже низька, і не було доступних даних для довгострокового лікування (3 місяці). Для порівняння, інші оцінені седативні антигістамінні препарати, доксепін і доксиламін, мали величину ефекту через 4 тижні 0,30 (довірчий інтервал 95 % від –0,05 до 0,64, докази дуже низької достовірності) і 0,47 (довірчий інтервал 95 % від 0,06 до 0,89, докази помірної достовірності), відповідно.
Ефективна доза триміпраміну при депресії становить від 150 до 300 мг на добу. Дози триміпраміну, що використовуються при безсонні, коливаються від 25 до 200 мг на день. Однак рекомендується, щоб дози були якомога нижчими, і найкращою дозою вважається низька доза 25 мг на день.

## Протипоказання
Протипоказаннями до застосування триміпраміну є нещодавно пересений інфаркт міокарду, блокада серця будь-якого ступеня або будь-які аритмії серця, маніакальний синдром, важкі захворювання печінки, період грудного вигодовування, підвищена чутливість до триміпраміну або до будь-якої з допоміжних речовин.

## Побічні ефекти
Вважається, що побічні ефекти триміпраміну подібні до побічних ефектів інших третинних амінів трициклічних антидепресантів, з переважанням антихолінергічних і седативних ефектів. Проте триміпрамін також був пов'язаний з іншим профілем побічних ефектів порівняно з іншими трициклічними антидепресантами, і в цілому з меншою кількістю побічних ефектів, головним чином через відсутність інгібування зворотного захоплення норадреналіну та відносно нижчі антихолінергічні ефекти (хоча триміпрамін все-таки є потужним антихолінергічним засобом). Сонливість є найпоширенішим побічним ефектом препарату. Сухість у роті є найпоширенішим антихолінергічним побічним ефектом препарату, але також реєструються інші антихолінергічні побічні ефекти, такі як запор, затримка сечі та розмитість зору. Такі наслідки застосування препарату в будь-якому випадку можна лікувати бетанехолом.
Описано, що триміпрамін асоціюється лише з мінімальною ортостатичною гіпотензією, або не спричинює її, принаймні порівняно з кломіпраміном, незважаючи на його потужну та порівнянну активність як альфа-1-блокатора. Однак також повідомляється, що рівень частоти ортостатичної гіпотензії при застосуванні триміпраміну подібний до профілю інших трициклічних антидепресантів. Вважається, що триміпрамін менш епілептогенний, ніж інші трициклічні антидепресанти, хоча повідомлялося про випадки судом, пов'язані з ним. Триміпрамін також є менш кардіотоксичний, ніж інші трициклічні антидепресанти, і кардіотоксичність препарату вважається мінімальною, з «дуже сприятливим профілем».
Інтенсивний прийом будь-яких трициклічних антидепресантів був пов'язаний із підвищенням частоти раку молочної залози через 11–15 років. Проте в тестах, проведених на Drosophila melanogaster, було виявлено негенотоксичні трициклічні антидепресанти (амітриптилін, мапротилін, нортриптилін і протриптилін) і генотоксичні трициклічні антидепресанти (амоксапін, кломіпрамін, дезипрамін, доксепін, іміпрамін і триміпрамін).

### Список побічних ефектів
Поширеними побічними ефектами триміпраміну є:
- Седація, особливо поширена при застосуванні триміпраміну порівняно з іншими трициклічними антидепресантами
- Антихолінергічні ефекти, включаючи:
  - сухість у роті
  - затуманення зору
  - мідріаз
  - зниження сльозовиділення
  - запор
  - нестабільність або затримка сечовипускання
  - зниження моторики ШКТ
  - тахікардія
  - антихолінергічний делірій (особливо у людей похилого віку та при хворобі Паркінсона)
- Збільшення ваги
- Ортостатична гіпотензія
- Статева дисфункція, включаючи імпотенцію, втрату лібідо та інші сексуальні побічні ефекти
- Тремор
- Запаморочення
- Підвищена пітливість
- Тривожність
- Безсоння
- Ажитація
- Висип

Побічні ефекти з невідомою частотою включають:
- Спантеличеність
- Нудота
- Блювання
- Екстрапірамідні побічні ефекти (зокрема паркінсонізм, дистонія тощо)
- Шум у вухах
- Парестезії
- Зміни на ЕКГ
- Підвищення показників функції печінки

Рідкісні побічні ефекти препарату включають:
- Судоми
- Синдром неадекватної секреції антидіуретичного гормону
- Порушення в аналізі крові, включаючи:
  - Агранулоцитоз
  - Тромбоцитопенія
  - Еозинофілія
  - Лейкопенія
- Інфаркт міокарда
- Блокада серця
- Подовження інтервалу QT
- Раптова серцева смерть
- Погіршення депресії
- Суїцидальні думки

## Передозування
Порівняно з іншими трициклічними антидепресантами, триміпрамін є відносно безпечним при передозуванні, хоча він більш небезпечний, ніж селективні інгібітори зворотного захоплення серотоніну та селективні інгібітори зворотного захоплення серотоніну і норадреналіну, але менш небезпечний, ніж бупропіон у випадках передозування.

## Взаємодії
Триміпрамін не слід застосовувати з симпатоміметичними засобами, такими як адреналін, ефедрин, ізопреналін, норадреналін, фенілефрин і фенілпропаноламін. Барбітурати можуть прискорювати метаболізм триміпраміну. З обережністю слід призначати триміпрамін пацієнтам, які лікуються від гіпертиреозу.

## Фармакологія

### Фармакодинаміка
Механізм дії триміпраміну з точки зору його антидепресивних ефектів відрізняється від механізму дії інших трициклічних антидепресантів, і до кінця не з'ясований. Механізм дії його анксіолітичних ефектів так само неясний. Триміпрамін є дуже слабким інгібітором зворотного захоплення серотоніну, норадреналіну та дофаміну, і на відміну від більшості інших трициклічних антидепресантів, позбавлений клінічно значущих ознак інгібування зворотного захоплення моноамінів. Вважається, що ефекти препарату зумовлені головним чином його антагонізмом рецепторів, зокрема дуже сильний з гістаміновими рецепторами 1, сильний з 5-HT2A і α1-адренергічним рецептором, середній з дофаміновим рецептором 2 і мускариновим рецептором, та слабкий з 5-HT2C і α2-адренорецептором.
Незважаючи на свою нетипову природу та різний профіль активності, у клінічних дослідженнях було показано, що триміпрамін має еквівалентну ефективність до інших антидепресантів, включаючи, але не обмежуючись, іншими трициклічними антидепресантами (зокрема, амітриптилін, іміпрамін, доксепін, амінептин), тетрациклічними антидепресантами (зокрема, мапротилін), інгібіторами моноаміноксидази (зокрема, фенелзин, ізокарбоксазид) та селективними інгібіторами зворотного захоплення серотоніну (зокрема флуоксетин). Крім того, було виявлено, що триміпрамін має більший анксіолітичний ефект, ніж інші трициклічні антидепресанти, такі як амітриптилін і доксепін, у прямому порівнянні. Його виражений анксіолітичний ефект, за словами дослідників, відрізняє триміпрамін від більшості інших трициклічних антидепресантів. Нетиповість триміпраміну у зв'язку з відсутністю інгібування зворотного захоплення моноамінів описується як виклик моноаміновій гіпотезі депресії.
Вважається, що основний метаболіт триміпраміну, десметилтриміпрамін, має фармакологічну активність, подібну до активності інших варіантів деметильованого третинного аміну трициклічних антидепресантів.

#### Інгібування зворотного захоплення моноамінів
Дослідження, як правило, виявили лише дуже слабке інгібування зворотного захоплення серотоніну та норадреналіну триміпраміном, і різні автори описували препарат як позбавлений інгібування зворотного захоплення моноамінів. Ріхельсон і Пфеннінг у 1984 році виявили відносно високий Ki для транспортера норадреналіну 510 нМ у синаптосомах мозку щурів, а Тацумі з групою дослідників у 1997 році знайшли відносно високу KD 149 нМ для серотонінового транспортера у людських клітинах HEK-293, але інші автори та більш пізнє дослідження з покращеним дизайном не отримали таких самих висновків. В останньому дослідженні Геніша із групою співавторів у 2011 році дослідники припустили, що суперечливі висновки дослідження Тацумі з колегами були зумовлені методологічними відмінностями, зокрема використанням зв'язування радіоліганду в ізольованих мембранах для вивчення взаємодій на відміну від фактичного функціонального інгібування зворотного захоплення.
Триміпрамін екстенсивно метаболізується, тому його метаболіти можуть впливати на його фармакологію, включаючи потенційне інгібування зворотного захоплення моноамінів. У єдиному поки що дослідженні, яке оцінювало профілі активності метаболітів триміпраміну, Геніш з колегами в 2011 році проаналізували десметилтриміпрамін, 2-гідрокситриміпрамін і триміпрамін-N-оксид на додаток до триміпраміну, та виявили, що ці метаболіти показали значення IC50 для серотонінового, норадреналінового і дофамінового транспортера, подібні до значень триміпраміну. Як і інші метаболіти трициклічних антидепресантів, десметилтриміпрамін був дещо сильнішим, ніж триміпрамін, щодо інгібування зворотного захоплення норадреналіну, але менш потужним щодо інгібування зворотного захоплення серотоніну. Однак десметилтриміпрамін все ще демонстрував дуже слабке інгібування транспортера норадреналіну.
Терапевтичні концентрації триміпраміну становлять від 0,5 до 1,2 мкМ (150—350 нг/мл), тому не можна очікувати значного інгібування зворотного захоплення моноамінів при застосуванні препарату або його метаболітів. Однак ці концентрації майже в 2 рази вищі, якщо також враховувати активні метаболіти триміпраміну, і дослідження інших трициклічних антидепресантів виявили, що вони долають гематоенцефалічний бар'єр і накопичуються в мозку до рівнів, що в 10 разів перевищують рівень на периферії. Таким чином, триміпрамін та його метаболіти можуть принаймні частково пригнічувати зворотне захоплення серотоніну та/або норадреналіну, хоча не дофаміну, у терапевтичних концентраціях, і можна припустити, що це принаймні частково сприє його антидепресивним ефектам. Геніш з групою дослідників у 2011 році заявив, що це єдиний механізм, відомий на той час, який може пояснити або принаймні сприяти антидепресивним ефектам триміпраміну. Тим не менш, блокада 5-HT2A, 5-HT2C і α2-адренорецепторів, як і в міртазапіну, може сприяти антидепресивним ефектам препарату. У будь-якому випадку, також є клінічні докази та докази на тваринах, що триміпрамін не пригнічує зворотне захоплення моноамінів. На відміну від інших трициклічних антидепресантів, він не знижує регуляцію β3-адренергічних рецепторів, що, ймовірно, є причиною того, що він не спричинює ортостатичної гіпотензії. Його можна безпечно поєднувати з інгібіторами моноаміноксидази, очевидно, без ризику серотонінового синдрому або гіпертонічного кризу. Дійсно, у кроликів серотоніновий синдром виникає при застосуванні іміпраміну та інгібіторів моноаміноксидази, та меншою мірою при застосуванні амітриптиліну та інгібіторів моноаміноксидази, вона взагалі не виникає при застосуванні триміпраміну та інгібіторів моноаміноксидази, ймовірно, через відсутність у триміпраміну інгібування зворотного захоплення серотоніну.

#### Антигістамінна активність
Триміпрамін є дуже потужним антигістамінним засобом; він має третю найвищу спорідненість до рецептора H1 (Ki = 0,27 нМ) після міртазапіну (Ki = 0,14 нМ) і доксепіну (Ki = 0,24 нМ) серед трициклічних та тетрациклічних антидепресантів. Тетрациклічний антидепресант міансерин (Ki = 0,40) і трициклічний антидепресант амітриптилін (Ki = 1,0) також є дуже потужними антагоністами H1 рецепторів, тоді як інші три- і третрациклічні антидепресанти є менш потужними. Ці три- і тетрациклічні антидепресанти, включаючи триміпрамін, набагато сильніші, ніж стандартний антигістамінний препарат дифенгідрамін (приблизно в 800 разів для доксепіну та в 250 разів для триміпраміну), і є одними з найпотужніших доступних антигістамінних препаратів. Триміпрамін також є антагоністом Н2-рецепторів з меншою активністю, і, як було встановлено, ефективний у лікуванні виразки дванадцятипалої кишки.

#### Снодійна активність
Блокування Н1-гістамінових рецепторів відповідає за седативний ефект триміпраміну та інших трициклічних антидепресантів та їх ефективність у лікуванні безсоння. Більшість антидепресантів пригнічують фазу швидкого сну паралельно зі зменшенням симптомів депресії (хоча гальмування фази швидкого сну не є обов'язковим для ефекту антидепресантів). Це включає трициклічні антидепресанти (наприклад, амітриптилін, нортриптилін), тетрациклічні антидепресанти (наприклад, міансерин і мапротилін), інгібітори моноаміноксидази (наприклад, клоргілін і паргілін) і селективні інгібітори зворотного захоплення серотоніну (наприклад, флуоксетин, зимелідин та індалпін). Триміпрамін унікальний тим, що він є винятком, і підтримує антидепресивний ефект, не порушуючи або іншим чином не впливаючи на фазу швидкого сну. Навіть тривале лікування триміпраміном протягом 2 років не пригнічує фазу швидкого сну. Крім того, було виявлено, що триміпрамін знижує нічний рівень кортизолу до нормального та нормалізує реакцію кортизолу у пацієнтів з депресією; отже, він нормалізує гіпоталамо-гіпофізарно-наднирникову вісь, тоді як іміпрамін та інші антидепресанти мають тенденцію збільшувати нічну секрецію кортизолу.
У клінічних дослідженнях було виявлено, що триміпрамін у дозах від 50 до 200 мг на добу до 3 тижнів значно підвищує ефективність сну та загальний час сну, а також зменшує час пробудження у пацієнтів з безсонням. Це також покращило суб'єктивно сприйману якість сну та самопочуття протягом дня. Моніторинг пацієнтів після припинення прийому триміпраміну виявив, що він не спричиняє безсоння або погіршення якості сну за суб'єктивними оцінками сну, хоча об'єктивні вимірювання виявили, що загальний час сну був нижчим від базового у підгрупі пацієнтів під час відміни триміпраміну.

#### Антидофамінергічна активність
Триміпрамін є слабким, але значним антагоністом дофамінових рецепторів D1 і D2, а також зв'язується з рецептором D4 (Ki = 275 нМ). Його спорідненість з різними моноаміновими рецепторами, включаючи рецептори D2 і 5-HT2A, дуже нагадує таку спорідненість атипового антипсихотика клозапіну. Відповідно, було виявлено, що високі дози триміпраміну мають антипсихотичний ефект у хворих на шизофренію, зокрема, не спричинюючи екстрапірамідних симптомів, а нещодавно було встановлено, що триміпрамін ефективний у зменшенні психотичних симптомів у пацієнтів з маячною депресією. Відсутність екстрапірамідних симптомів у триміпраміну може бути пов'язана з його спорідненістю з рецептором D4, причому обидва ці властивості поділяються з клозапіном. На відміну від інших трициклічних антидепресантів, але подібно до нейролептиків, було виявлено, що триміпрамін у дозі 75 мг на день помітно підвищує рівень пролактину в плазмі (маркер антагонізму рецепторів D2), і збільшує нічну секрецію пролактину в дозах 75 і 200 мг на день. Ці результати свідчать про важливі антидофамінергічні властивості триміпраміну.
На відміну від інших трициклічних антидепресантів, триміпрамін демонструє помітний антагонізм з пресинаптичними дофаміновими ауторецепторами, що потенційно може призводити до посилення дофамінергічної нейротрансмісії. Цей ефект також спостерігався у низькоефективних трициклічних антипсихотичних препаратів, таких як тіоридазин і хлорпротиксен. Примітно, що про ці два антипсихотики багато разів говорили, що вони також мають антидепресивну дію. Таким чином, блокада інгібіторних дофамінових ауторецепторів, і, отже, полегшення дофамінергічної передачі сигналів, може бути залученою до антидепресивної дії триміпраміну. Проте інші автори пояснюють заявлену антидепресивну дію антипсихотичних засобів, подібних до двох, згаданих раніше, антагонізмом до α2-адренорецепторів, хоча триміпрамін має лише слабку спорідненість до цього рецептора. Крім антидепресивних ефектів, було виявлено, що низькі дози антипсихотичних засобів збільшують фазу швидкого сну, тому антагонізм дофамінових авторецепторів може бути залучений до унікальних ефектів триміпраміну з точки зору швидкого сну та архітектури сну.

### Фармакокінетика
Час досягнення максимальної концентрації в крові після прийому дози триміпраміну становить від 2 до 4 годин. Типовий терапевтичний діапазон концентрацій триміпраміну для антидепресивної дії становить від 150 до 300 нг/мл. Кінцевий період напіврозпаду триміпраміну, за різними повідомленнями, становить лише 8 годин (у плазмі), і до 24 годин. У будь-якому випадку термінальний період напіврозпаду триміпраміну описаний як коротший, ніж у інших трициклічних антидепресантів, що робить його ідеальним для використання при лікуванні безсоння.
Триміпрамін є рацемічною сполукою з двома енантіомерами. CYP2C19 відповідає за деметилювання (D)- та (L)-триміпраміну до (D)-(L)-десметилтриміпраміну відповідно, а CYP2D6 відповідає за 2-гідроксилювання (D)- та (L)-десметилтриміпраміну до (D)- та (L)-2-гідроксидесметилтриміпраміну відповідно. CYP2D6 також метаболізує (L)-триміпрамін у (L)-2-гідрокситриміпрамін.

## Хімічні властивості
Триміпрамін є трициклічною сполукою, зокрема дибензазепіном, і має три кільця, злиті разом із боковим ланцюгом, приєднаним до його основної структури. Іншими дибензазепіновими трициклічними антидепресантами є іміпрамін, дезипрамін і кломіпрамін. Триміпрамін є похідним іміпраміну з метильною групою, доданою до його бічного ланцюга, і також відомий як 2'-метиліміпрамін або β-метиліміпрамін. Префікс «Три» в його назві може натякати на той факт, що його бічний ланцюг містить 3 метильні групи. Триміпрамін є третинним аміном, а його деметильований метаболіт бічного ланцюга десметилтриміпрамін є вторинним аміном. Іншими трициклічними антидепресантами та третинними амінами є амітриптилін, іміпрамін, кломіпрамін, дозулепін і доксепін. Хімічна назва триміпраміну — 3-(10,11-дигідро-5Н — дибензо[b, f]азепін-5-іл)-N, N, 2-триметилпропан-1-амін, а його форма вільної основи має хімічну формулу C20H26N2 з молекулярною масою 294,434 г/моль. Препарат продається у вигляді малеатної солі.> Реєстраційний номер CAS вільної основи — 739-71-9, а малеату — 521-78-8.

## Історія
Триміпрамін був розроблений компанією «Rhône-Poulenc». Він був запатентований у 1959 році, та вперше з'явився в літературі в 1961 році. Препарат був вперше представлений для медичного використання в 1966 році в Європі. Триміпрамін був представлений у США дещо пізніше, у 1979 чи 1980 році.

## Суспільство і культура

### Торгові марки
Триміпрамін продається по всьому світу переважно під торговою маркою «Сурмонтіл». Іншими відомими брендами триміпраміну є «Герфонал», «Ротрімін», «Сапілент», «Стангіл» і «Тидамін».

### Доступність
Триміпрамін більше не продається в Австралії, хоча був доступний раніше.

### У фільмі
Седативні ефекти триміпраміну без рецепта та рекреаційного використання описані у фільмі 1987 року «Вітнейл і я», де персонаж фільму заявляє: «Це план. Ми потрапимо туди і зазнаємо краху, потім з'їмо пиріг зі свининою, а потім кинемо пару „Сурмонтіл“-50 кожен. Це означає, що ми пропустимо понеділок, але прийдемо з посмішкою у вівторок вранці».